# Baia dell'Onega
La baia dell'Onega (in russo Оне́жская губа?, Onežskaja guba) è un'ampia insenatura della costa del Mar Bianco, situata nella Russia europea settentrionale (oblast' di Arcangelo e Repubblica autonoma della Carelia). È separata dalla baia della Dvina dalla penisola di Onega.
Profonda 185 chilometri e larga da 50 a 100, costituisce l'estrema sezione sudoccidentale del bacino del mar Bianco. Raggiunge una profondità massima di 36 metri, con una media di circa 16. Alla sua imboccatura si trovano gli Scogli Kemskie e le isole Soloveckie, sedi di un importante monastero, oltre che del primo campo di lavoro forzato sovietico; al giorno d'oggi le isole sono riserva naturale e costituiscono uno dei patrimoni dell'umanità.
La baia prende il nome dalla città e dal fiume omonimi; un altro insediamento di qualche rilievo lungo le sue coste è Belomorsk, in Carelia. Oltre alla Onega, due importanti fiumi che sfociano nella baia sono il Kem' e il Vyg, tra i minori: la Suma, la Njuchča e la Nimen'ga.
A causa del rigido clima subartico della zona, le sue acque sono ghiacciate, mediamente, per circa 6 mesi l'anno.